# Bajbuza
Bajbuza (Baybuza) – herb szlachecki.

## Opis herbu
Opis zgodnie z regułami blazonowania:
W polu czerwonym strzała srebrna żeleźcem w dół, przeszywająca głowę węża złotego, który jest okręcony wokół całej strzały. Pod strzałą trzy srebrne grzyby dwa nad jednym. 
Brak informacji o klejnocie. 
Labry czerwone, podbite złotem.

Strzała  na  dół żelezcem  obrócona,  przeszywająca głowę węża na wylot, który się na  około strzały okręcił, że piór jej  ogonem  się dotyka. Strzała ta utkwiona pomiędzy trzema  grzybami, z tych jeden  przed  żelezcem  strzały, drugie po jednemu z obydwóch stron w polu  czerwonem.

## Najwcześniejsze wzmianki
W 1590 herb otrzymał Tatar Hrybunowicz.

## Herbowni
Ambrożewicz, Bajbuza, Baybuza, Beńkuński, Hrybunowicz, Kostrowski, Strybunowicz, Wojnicz.

## Znani herbowni
- Piotr Ambrożewicz (1855–1923) – polski lekarz wojskowy, ginekolog, położnik i balneolog[3]
- Włodzimierz Ambrożewicz (1895–1940) – polski lekarz, działacz społeczny, urzędnik ZUS-u, porucznik WP i ofiara zbrodni katyńskiej[3]

- Paweł  Ambrożewicz (1929–2009) – polski ekonomista, nauczyciel akademicki i harcmistrz[4][5]